# Skuggsprötmossa
Skuggsprötmossa (Eurhynchium striatum) är en mossa i släktet jordsprötmossor. Det är Skånes landskapsmossa.